# Pierre Hubac
Pour les articles homonymes, voir Hubac.
Œuvres principales
Carthage (1946), Tistou les Mains Vides (1951).
Pierre Hubac (1894-1963), pseudonyme littéraire d'Aimé Sarrus, est un écrivain français.
Principalement actif à l'époque du Protectorat français de Tunisie, il publie des romans historiques notamment Les Masques d'Argile et  Carthage publié en 1946. il participe à la création de la Société des écrivains d’Afrique du Nord et des Éditions de la Kahéna, avant de revenir en France où il retourne à ces origines provençales avec en 1951 la publication de Tistou les Mains Vides, qui obtient en 1953 le prix des bouquinistes.

## Biographie
Pierre Hubac est le pseudonyme littéraire d'Aimé Sarrus provençal né à Toulon en 1894. En 1911, il part en Afrique du Nord dans le Protectorat français de Tunisie.
En 1919, Pierre Hubac participe activement à la création de la Société des écrivains d’Afrique du Nord. Dans les années 1920, il se fait connaitre des lecteurs tunisiens en publiant dans la presse locale des « articles de polémique et de critique » ainsi que « des contes burlesques et des nouvelles ».
C'est au début de l'année 1928 que les éditions Argo publient son premier roman : Les Masques d'Argile. À cette époque il est « professeur au Lycée Carnot à Tunis ».
En 1929, Pierre Hubac est à l'origine de la création des Éditions de la Kahéna, alors société mutuelle finançant par des souscriptions la publication des ouvrages sélectionnés.
Dans les années 1930, Pierre Hubac, qui est Président de la Société des écrivains de l'Afrique du Nord, réside en Tunisie « où il préside à la vie artistique et littéraire » et participe « à l'élaboration de la législation foncière domaniale ». Son épouse, Ginevra est notamment l'auteur, sous le nom de Ginevra Pierre Hubac, d'une rubrique littéraire dans le Bulletin des écrivains Nord-Africains. Le premier décembre 1931, elle signe une « préface féministe » pour La Marocaine : mœurs, condition sociale, évolution de Tahar Essafi.
Pierre Hubac meurt le 22 juillet 1963, à son domicile du Pecq.

## Publications

### Ouvrages
- 1928 : Les Héritiers d'Amilcar, t. 1 : Les Masques d'Argile : Histoire carthaginoise (Roman), Paris, Éditions Argo, 255 p. (BNF 32260170, présentation en ligne).
- 1929 : Gueux de mer (Nouvelles), Carthage, Éditions de la Kahena, coll. « Série A », 47 p. (BNF 35575567).
- 1929 : Une femme... et la peur (Roman), Paris, Calmann-Lévy, 5e éd. (1re éd. 1929), 217 p. (BNF 32260169).
- 1946 : Carthage (Roman), Paris, Éditions Marcel Daubin, coll. « La Vie dans l'histoire », 291 p. (BNF 32260167) - nouvelle édition Bellenand 1952 (BNF 32260168).
- 1948 : Les Nomades (Roman), Paris, Éditions Marcel Daubin, coll. « La Vie dans l'histoire », 296 p. (BNF 32260171)
- 1948 : Tunisie, Paris, Berger-Levrault, 160 p. (BNF 34199042) - réédition 1954 (BNF 36277625).
- 1949 : Les Barbaresques : Histoires d'outre-mer. 2 (Roman), Paris, Berger-Levrault, 263 p. (BNF 32260166).
- 1951 : Tistou les Mains Vides (Roman), Paris, Éditions Milieu du monde, 238 p. (BNF 32260172, présentation en ligne).

### Articles et autres
- 1930 : Paroles provençales : discours prononcé à Bizerte à l'occasion de la commémoration de F. Mistral, Carthage, La Kahena, 48 p. (BNF 35766463).
- 1931 : Avenir et mission de la nouvelle littérature coloniale : manifeste présenté au premier Congrès de Littérature Coloniale Française, juin 1931, Carthage, La Kahena, 19 p. (BNF 37149062, présentation en ligne).
- 1931 : « Le problème du nomadisme en Tunisie », Terre, Air, Mer (revue),‎ octobre 1931, p. 99-116 (résumé).
- 1934 : « Voyage au fond de la Hara », L'Univers Israélite, no 19,‎ 1934, p. 561-563[13].
- 1945 : « Le Grenier de Rome », dans Albert Prévaudeau, Maurice Mercier, Anne-Marie Kiffer, Marius Leblond, La Grande France, Paris, J. Peyronnet (BNF 32545312).
- 1945 : « Une civilisation calomniée : Carthage ou Mille ans de paix africaine », dans Pierre Arthur Roux-Freissineng, Thérèse Herpin, Marius Leblond, Jean Vidailhet, La Grande cause, Paris, J. Peyronnet (BNF 32590414).
- 1950 : « Moloch », Cahiers Charles de Foucauld, vol. La Tunisie, no 18,‎ 1950, p. 3-30[14].

## Prix
- 1928 : Prix littéraire de la « Meilleure Nouvelle », attribué par La Dépêche Tunisienne[15].
- 1953 : Prix des bouquinistes, pour Tistou les Mains Vides[16].